# Lizip
Lizip (grč. Lýsippos) je bio grčki kipar iz Sikiona, aktivan u drugoj polovici 4. st. pr. Kr. Dvorski kipar Aleksandra III. Velikog i autor kanona proporcija ljudskog tijela helenističkog doba. 

## Životopis
Lizip je rođen u Sikionu u drugoj polovici 4. st. Postao je službeni kipar vladajuće Makedonske dinastije u Grčkoj i pratio je osvajanja Aleksandra Velikog. Djelovao je na najvećem području na kojemu je ikad djelovao jedan antički kipar – od Peloponeza, Makedonije do Akarnanije. Okružen brojnim sinovima i učenicima posvuda je nametnuo svoj izraz. 
Bio je posljednji veliki kipar grčke umjetnosti. Odmah nakon njegove smrti njegovi sljedbenici otvaraju školu na Rodu gdje teže nadmašiti svog učitelja, ako ne vještinom, onda veličinom. Haret iz Linda stvara brončanu skulpturu Kolosa na ulazu u luku, visoku 32 m – jedno od 7. svjetskih čuda.

## Djela
Radio je uglavnom u bronci, a njegov rad je danas poznat većinom iz kopija i replika. Koristio je Polikletov kanon, Praksitelov kontrapost i S liniju, ali se oslanjao i na prirodu te tako izradio elemente realizma. Osobito se zalagao za slobodu umjetnika i njegova izraza, protiv slijepog slijeđenja starih kanona.
Bio je i značajan portretist individualiziranih fizionomija (Aleksandar III. Veliki; Ezop; Sokrat itd.), kao i likova iz grčke mitologije (Zeus; Posejdon; Ares …).
Njegov Apoksiomen (Strugač) je skulptura elegantna atleta, vitkih udova i male glave, koji struže ulje s tijela, snažno je utjecao na kipare njegovog vremena. Apoksiomen je bio veliki korak u osvajanju prostora jer atleta drži ruke potpuno ispružene ispred tijela. Figura koju je izrazito teško bilo napraviti i u bronci, i u kamenu.
Reljef Kairosa (Bog sretnog trenutka) pronađen u Trogiru, zbog slobode izraza i originalne kompozicije, smatra se za njegov rad, ili u najmanju ruku djelo njegove škole. Također Apoksiomen iz Lošinja, pronađen u blizini obale Malog Lošinja 1996. g., smatra se za njegov djelo. U slučaju da je to istina to bi bio jedini njegov sačuvani original u bronci.

### Galerija odabranih djela
- Aristotel, rimska kopija originala iz 330. pr. Kr. Nacionalni muzej, Rim.
- Aleksandar Veliki, 68 cm visoka rimska kopija, Louvre, Pariz.
- Mladić odvezuje sandalu (Hermes), rimska mramorna kopija visoka 1.61 m, Louvre, Pariz.
- Silen uspavljiva Dioniza, Vatikanski muzej, Rim.
- Hermes iz Atalante, Arheološki muzej, Atena.
- Farneški Herkul, rimska mramorna kopija iz palače Farnese, Rim.
- Detalj Apoksiomena s ispruženim rukama.
- Atleta Aghias, rimska mramorna kopija, arheološki muzej u Delfima.

## Poveznice
- Umjetnost stare Grčke

## Vanjske poveznice
- Online galerija Lizipovih djela  Arhivirana inačica izvorne stranice od 23. ožujka 2010. (Wayback Machine)
- Lizipova biografija  Arhivirana inačica izvorne stranice od 19. kolovoza 2017. (Wayback Machine)